# Phaedusa
Phaedusa is een geslacht van weekdieren uit de  familie van de Clausiliidae.

## Soorten
De volgende soorten zijn bij het geslacht ingedeeld:
- Phaedusa angustocostata Köhler & Burg Mayer, 2016
- Phaedusa matejkoi Grego & Szekeres, 2011
- Phaedusa percostata H. Nordsieck, 2016
- Phaedusa ramelauensis Köhler & Burg Mayer, 2016